# Gerard Yepes
Gerard Yepes, né le 25 août 2002 à Barcelone en Espagne, est un footballeur espagnol qui évolue au poste de milieu central à l'Empoli FC.

## Biographie

### En club
Né à Barcelone en Espagne, Gerard Yepes commence le football avec le club de l'Espanyol de Barcelone. Il joue ensuite pour le UE Sant Andreu avant de rejoindre l'Italie et la Sampdoria Gênes, où il poursuit sa formation. S'imposant avec la Primavera, il est appelé pour la première fois en équipe première en juillet 2021, pour un camp d'entraînement d'avant-saison.
Il joue son premier match en professionnel avec la Sampdoria, le 22 décembre 2021, lors d'une rencontre de Serie A, la première division italienne, contre l'AS Roma. Il entre en jeu à la place de Kristoffer Askildsen et les deux équipes se neutralisent (1-1 score final).
Le 5 juillet 2022, Yepes prolonge son contrat avec la Sampdoria, étant désormais lié au club jusqu'en juin 2025.